# Зърнеста пърхутка
Зърнестата (пъпчива) пърхутка, още Бухалковидна или Горска пърхутка (Lycoperdon perlatum) е вид гъба от семейство Agaricaceae.
Широко разпространена в целия свят, тя е средноголяма пърхутка с кръгло тяло и широко пънче. Размерите ѝ са 1,5 до 6 cm ширина и 3 до 7 cm височина. На цвят е светлосива до бяла, а горната ѝ повърхност е покрита с къси заострени пъпки, които лесно се изтриват, оставяйки мрежеста шарка. С остаряването става кафява, а на върха се разтваря отвор, от който излизат спорите, когато тялото се докосне дори от падащи дъждовни капки.
Зърнестата пърхутка расте в ниви, градини и край пътищата, както и на тревисти поляни в горите. Тя може да се яде, докато е млада и вътрешността ѝ е напълно бяла, но може да се обърка с незрелите плодни тела на отровните мухоморки (Amanita). Зърнестата пърхутка лесно се различава от други подобни пърхутки по характерната зърнеста текстура на горната повърхност.
В плодните тела на зърнестата пърхутка са изолирани и идентифицирани няколко химични съединения, сред които деривати на стерола, летливи съединения, придаващи на гъбата нейния мирис, както и специфична за нея аминокиселина, наречена ликопердова. Лабораторни изследвания показват, че екстракти от зърнестата пърхутка имат антибиотично действие.